# Île de Noirmoutier

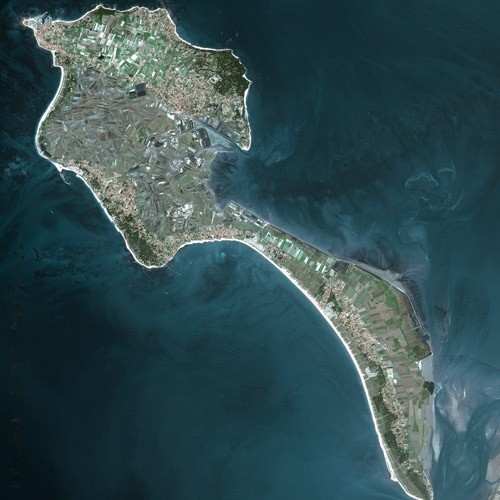
Satellietfoto

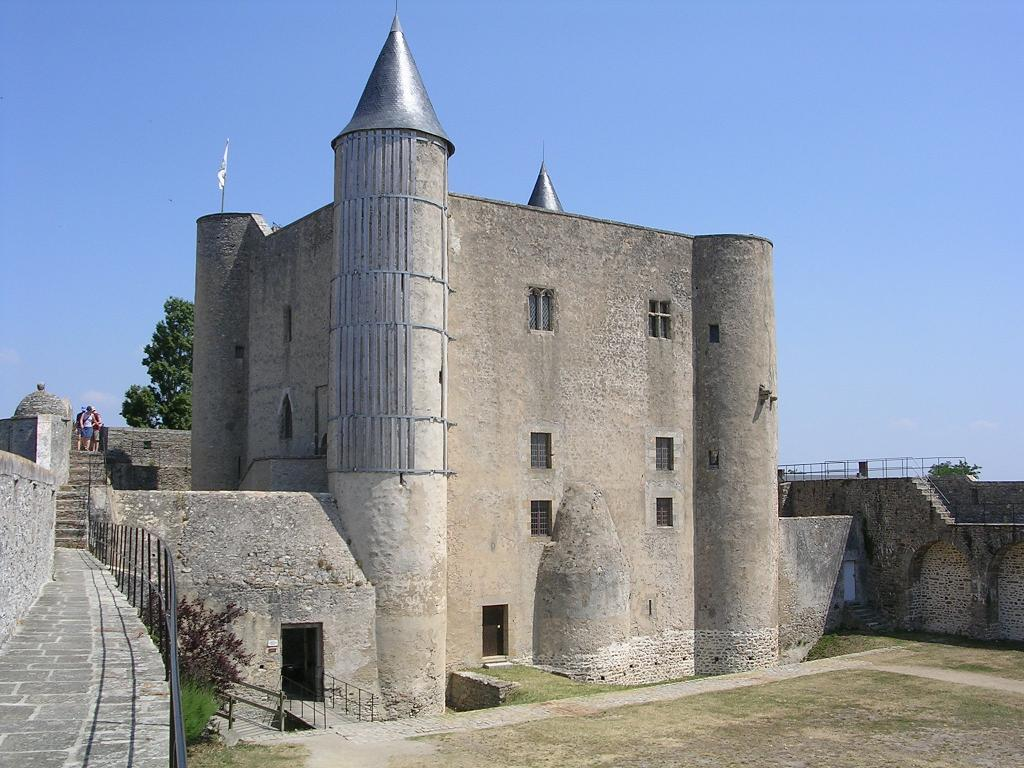
Het kasteel van Noirmoutier

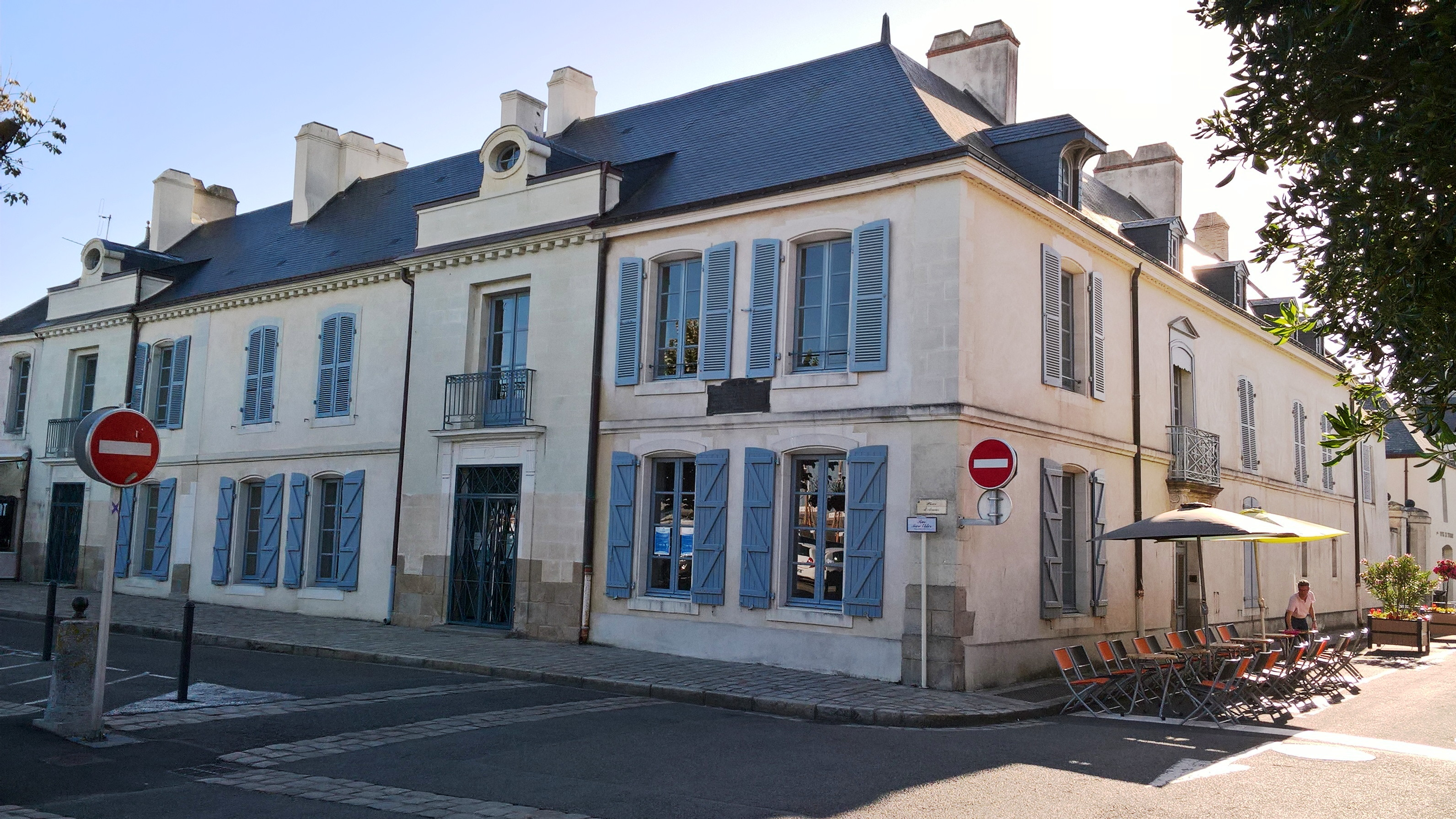
Hôtel Jacobsen

Het Île de Noirmoutier of Noirmoutier is een eiland voor de Franse kust in de Baai van Bourgneuf, even ten zuiden van de monding van de Loire.

## Geografie
Het eiland bestaat uit drie duidelijk te onderscheiden delen: rotsen in het noorden, Île d'Her genoemd, duinen in het zuiden en het oosten, en tussenin zoutmoerassen. Het eiland is gekend door de Passage du Gois, een weg van 4,5 km die bij hoogtij onder water loopt en alleen berijdbaar is bij laagtij. Deze weg verbindt het eiland met Beauvoir-sur-Mer op het vasteland. Sinds 1971 is er ook een brug.

## Bestuur
Op het eiland liggen vier gemeenten, die behoren tot het departement Vendée:
- Barbâtre
- L'Épine
- La Guérinière
- Noirmoutier-en-l'Île

## Geschiedenis
Sinds de 7de eeuw wordt er zout gewonnen op het eiland. Hiermee begonnen de monniken van de plaatselijke abdij, gesticht door Sint-Philbert in 674. Om zich te verweren tegen de invallen van de Vikingen en de Normandiërs bouwden de heren van La Garnache vanaf het jaar 830 versterkingen en later, in de 12e eeuw, het kasteel. Het eiland weerstond aan Engelse invasiepogingen in 1342, 1360 en 1386 en aan Spaanse aanvallen in 1524 en 1588.
Op 13 juli 1674 bezette de Nederlandse admiraal Cornelis Tromp het eiland. Het eiland werd geplunderd, maar op 20 juli tekende de bevolking een contract. Zij beloofden een grote som geld aan de Nederlanders te geven in ruil voor hun vertrek. Na een bezetting van 21 dagen vertrok Tromp weer, maar zes personen werden als gijzelaar meegenomen naar Rotterdam. Het kostte veel moeite en tijd om het geld bij elkaar te krijgen en pas na twee jaar werden ze vrijgelaten en 24 juli 1676 kwamen de zes weer terug op Noirmoutier. Naast de gijzelaars namen de mannen van Tromp ook de buit mee van de eerste week, waaronder zes kerkklokken. Een van deze klokken kwam in de kerk in Oud-Loosdrecht.
Vanaf de 17e eeuw was het een groot aanvoercentrum van gesmokkelde tabak, die van overzee aangevoerd werd met Engelse en Hollandse schepen. In de 18e eeuw vestigde de Duinkerkse familie Jacobsen zich op het eiland. Zij verwierven rijkdom als reders en handelaars en zij lieten de rijke burgerwoning hôtel Jacobsen bouwen en de dijk chaussée Jacobsen en de naastgelegen polders van Müllembourg aanleggen.

## Economie
Toerisme is de belangrijkste economische activiteit van het eiland. Er zijn verschillende stranden, zoals plage de Mardi-Gras. Bezienswaardigheden zijn het kasteel en de kerk Saint-Philbert.
Nochtans blijven de drie havens belangrijk voor het eiland.
- De traditionele haven van Noirmoutier-en-l'Île dient nu voor de toeristen.
- De haven in L'Herbaudière is nu een moderne vissershaven in diep water, bezit een veiling en is na die van Les Sables-d'Olonne de grootste van het departement. Het is ook een belangrijke jachthaven.
- De haven van L'Épine (de doorn), vroeger genoemd le port de Morin (de haven van Morin), was een belangrijke haven tot 2005 toen de werken van de hotels en dergelijke gedaan waren. Ook hier is nu een jachthaven van gemaakt.

Oesterteelt is eveneens aanwezig in Port van Noirmoutier en in Port du Bonhomme. De visteelt is ook actief op het eiland. Het eiland profiteert ook van het gunstig klimaat voor de productie van vroege aardappelen: La Bonnotte, Sirtema en Lady Christl.
De zoutpannen waar op artisanale manier zout wordt gewonnen beslagen een derde van de oppervlakte van het eiland. Anno 2020 waren nog 130 inwoners professioneel actief in de zoutwinning.

## Sport
- In 1999 vond tijdens de Ronde van Frankrijk op de Passage du Gois een massale valpartij plaats.
- De 98e editie van de Ronde van Frankrijk ging op op zaterdag 2 juli 2011 in Noirmoutier van start.

## In fictie
- De film César et Rosalie (1972) van Claude Sautet werd deels opgenomen op het plage de Mardi-Gras.
- De roman Die laatste zomer van Tatiana de Rosnay speelt zich deels af op Noirmoutier.